# Canionul Yarlung Tsangpo

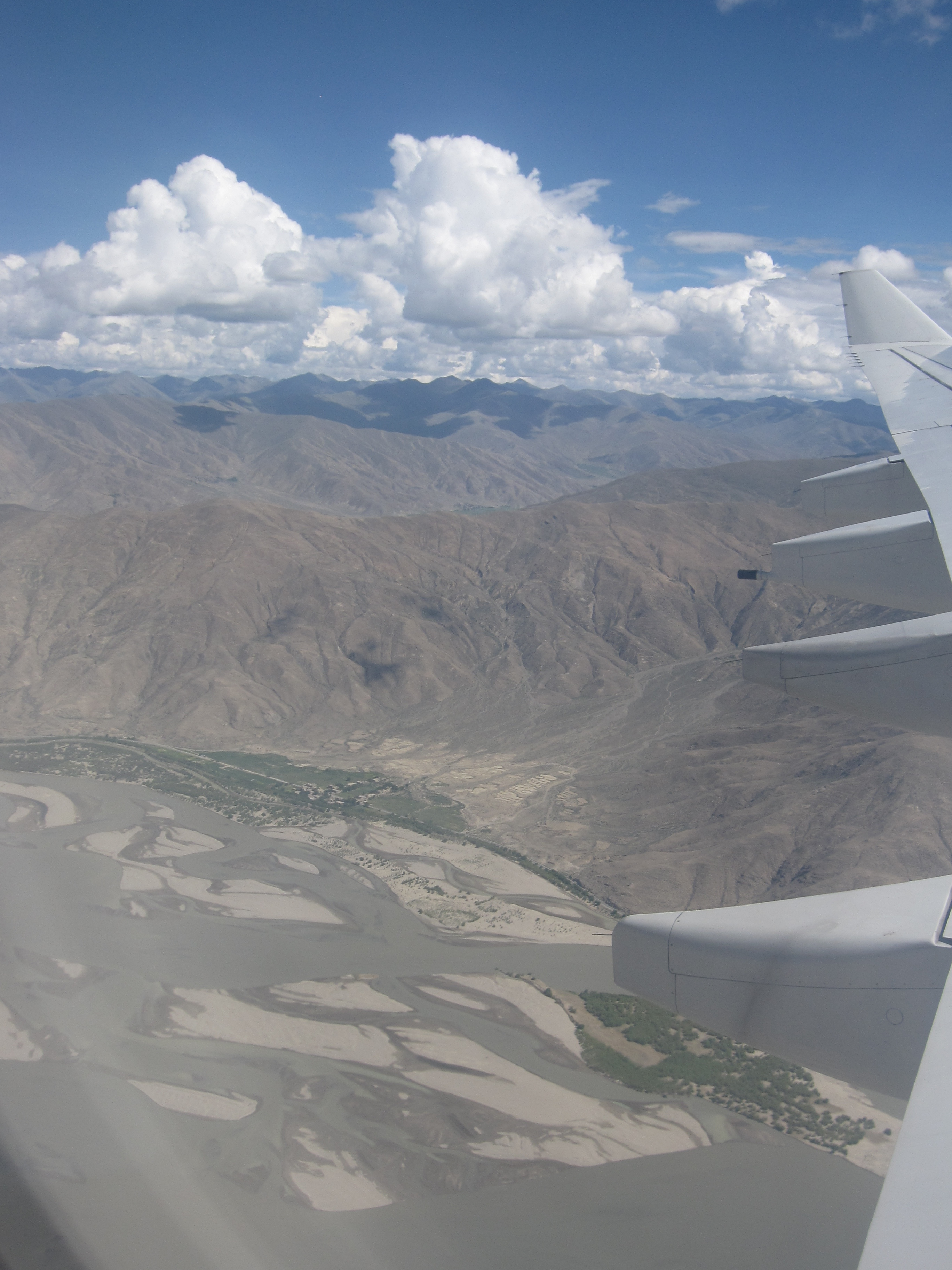
Vedere din avion

Canionul Yarlung Tsangpo este un canion situat în Tibet, China.

## Geografia
Este considerat de unii ca fiind cel mai adânc canion din lume (5045 m sau 5590 m), și este puțin mai lung decât Marele Canion, astfel el este cel mai lung canion din lume.  Fluviul Yarlung Tsangpo izvorăște din Muntele Kailash și curge spre est aproximativ 1700 km drenând o secțiune de nord a munților Himalaya, înainte de intrarea în canion lângă Pe, Tibet. Canionul are o lungime de aproximativ 241 kilometri ca defileu în jurul Muntelui Namcha Barwa (7756 m) și își croiește drum prin Himalaya de est. Apele sale coboară de la 3.000 m în apropiere de Pe la aproximativ 300 m la sfârșitul canionului. După acest pasaj fluviul intră în Arunachal Pradesh, India, și în cele din urmă devine Brahmaputra.

## Ecosistemul
Canionul are un ecosistem unic, cu specii de animale și plante abia explorate și afectate de influența omului. Climatul variază de la cel subtropical la cel arctic. Cea mai ridicată temperatură în Tibet a fost de 43.6 ° C și a fost înregistrată în apropierea graniței cu India, la o altitudine de aproximativ 600 de metri deasupra nivelului mării. Takinul este un animal rar și este unul dintre animalele vânate de triburile locale.

## „Everestul fluviilor”

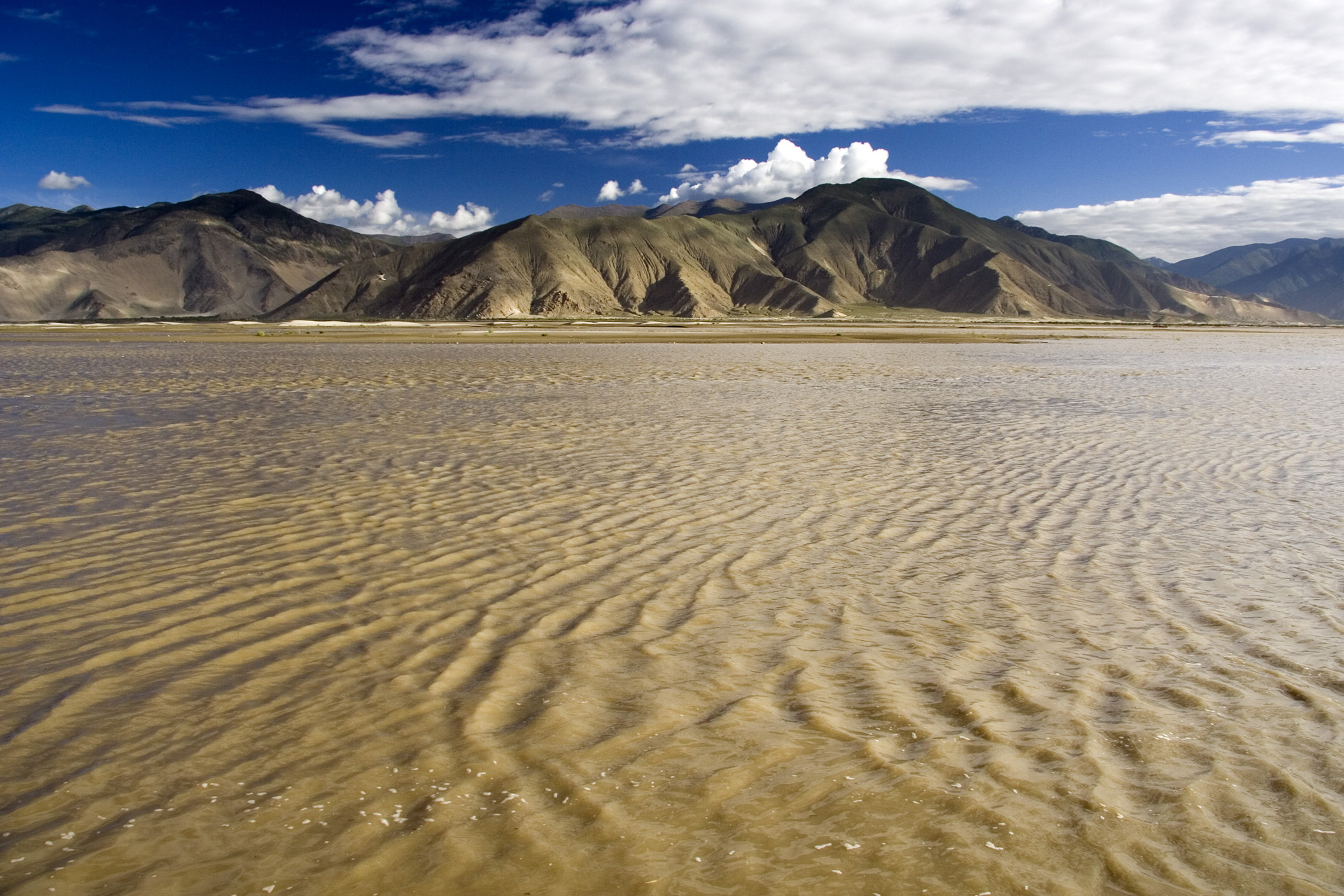
Fluviul Yarlung Tsangpo în Tibet

Din anii 1990, Fluviul Yarlung Tsangpo a fost destinația a o serie de echipe care s-au angajat în explorarea sa. Fluviul a fost numit "Everestul Fluviilor" din cauza condițiilor lui extreme. Prima încercare de a naviga pe el a fost făcută în 1993 de către un grup de japonezi care au pierdut un membru în această încercare.
În octombrie 1998, o expediție cu caiacul sponsorizată de National Geographic Society a încercat să navigheze prin canion. Din cauza nivelurilor, neprevăzute, ridicate de apă, expediția s-a încheiat în tragedie atunci când expertul în caiac, Doug Gordon și-a pierdut viața.
Cea mai mare cascadă a fluviului (Cascada Tsangbo "Badong") din Canionul Yarlung Tsangpo (29°46'9.59"N, 95°11'13.33"E) nu a fost atinsă de exploratorii din afară până în 1998, când o echipă compusă din Storm Ken, Hamid Sarder, Ian Baker și ghizii lor Monpa au ajuns la ea. Ei au estimat o înălțime a cascadei de aproximativ 33 metri. Cascadele, împreună cu restul zonei Pemako, sunt considerate locuri sacre de către budiștii tibetani și au fost ascunse până atunci față de cei din exterior, inclusiv de autoritățile chineze.
În 2005, zece cascade de la Zangbo Badong au fost enumerate de către revista Națională de Geografie a Chinei ca fiind cele mai frumoase cascade din China. 
În ianuarie-februarie 2002, un grup internațional format din Scott Lindgren, Steve Fisher, Abbott Mike, Ellard Allan, Knapp Dustin, și Johnnie și Kern Willie au finalizat prima coborâre a părții superioare canionului Yarlung Tsangpo.
Frumusețea lui, depărtarea și mistica îl face unul dintre locurile despre care se crede că au inspirat noțiunea de "Shangri-La" în cartea lui James Hilton "Lost Horizon" în 1933.

## Proiecte hidroelectrice

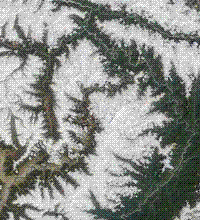
Canionul Yarlung Tsangpo, în centru este Muntele Namcha Barwa

În timp ce guvernul Chinei a declarat instituirea "Rezervației Naționale a Canionului Yarlung Tsangpo" au existat, de asemenea, planuri guvernamentale și studii de fezabilitate pentru un baraj major care ar valorifica potențialul hidroelectric și ar redirecționa apa în alte zone din China. Dimensiunea barajului din canion ar depăși pe cea a Barajului celor trei Defileuri, deoarece se anticipează că o astfel de instalație ar genera electricitate de 40000 MW, aproximativ de două ori mai mult decât producția de la cele Trei Defileuri. Se presupune că la începerea lucrărilor vor fi deplasate populațiile locale, vor fi distruse ecosisteme și că acestea vor avea un impact asupra oamenilor din aval în India și Bangladesh. Proiectul este criticat de India, din cauza impactului potențial negativ asupra locuitorilor din aval.
Cu toate acestea, un alt tip de baraj, gonflabil, ar putea evita necesitatea unei structuri imense de beton.  R.B. Cathcart, în 1999, a sugerat mai întâi un baraj gonflabil cu apă dulce sau aer care ar putea bloca canionul în amonte de Namcha Barwa. Apa va fi apoi transmisă printr-un tunel până la un punct în aval de acest munte, permițând generarea de zeci de mii de megawați de putere, care ar trebui să fie distribuiți pe plan internațional și echitabil printr-o rețea de energie electrică din Himalaya.
Apărătorii proiectului spun că în prezent cea mai mare parte din apă se varsă în Oceanul Indian, iar proiectul va lua doar apa din resursele neutilizate de apă din râurile din sudul Tibetului. Unii speculează chiar că proiectul ar afecta în mod pozitiv anumite locuri, de exemplu Bangladesh va beneficia de reducerea inundațiilor. Bangladesh este în prezent unul din locurile cele mai vulnerabile la inundații și musoni.

## Video
- Scott Lindgren (2002), "Into the Tsangpo Gorge". Slproductions. ASIN B0006FKL2Q.